# Silvinho da Portela
Sílvio Pereira da Silva (Rio de Janeiro, 1935 — 8 de fevereiro de 2001) foi um cantor e compositor brasileiro.

## Carreira
Desde os 16 anos, desfilava pelo Grêmio Recreativo Escola de Samba Portela, que viria a lhe emprestar o nome, tornando-o mais conhecido como Silvinho da Portela. Foi o primeiro intérprete oficial da escola. No mundo do samba também era conhecido como Silvinho do Pandeiro.
Apesar de as escolas de samba sempre terem contado com pessoas responsáveis por puxar o canto, foi só muito mais tarde que surgiu a figura do intérprete oficial. Silvinho foi o primeiro a ocupar tal posto na GRES Portela, entre 1969 e 1986. Em seguida foi cantor oficial da Viradouro, quando ainda desfilava em Niterói. e também do Império Serrano. além de ser Cidadão Samba em 1970.
No ano de 1983, conquistou o Estandarte de Ouro (prêmio concedido pelo jornal O Globo) de Melhor Intérprete.
No ano de 1978, lançou o seu único disco solo, Silvinho e suas cabrochas. Cinco anos antes, em 1973, participou de um outro disco chamado A Voz do Samba, no qual interpretou duas músicas de sua autoria com parceiros: Amor de raiz e Escrevi. Pouco antes de falecer de câncer na próstata aos 66 anos, Silvinho participou do concurso de samba-enredo da Viradouro para o carnaval de 2001.

## Premiações
- Estandarte de Ouro

1. 1983 - Melhor intérprete (Portela) [4]